# نابلس (مين)
نابلس (بالإنجليزية: Naples, Maine)‏ هي بلدة أمريكية تقع في الولايات المتحدة في مقاطعة كمبرلاند (مين). يقدر عدد سكانها بـ 3,872 نسمة ومساحتها 96.48 كم2 وترتفع عن سطح البحر 96 متر.

## التركيبة السكانية
قام مكتب تعداد الولايات المتحدة بتحديد بيانات التركيبة السكانية لنابلس في تعداد الولايات المتحدة. في ما يلي، التركيبة السكانية حسب تعدادي 2000 و2010.

### تعداد عام 2000
بلغ عدد سكان نابلس 3,274 نسمة بحسب تعداد عام 2000، وبلغ عدد الأسر 1,297 أسرة وعدد العائلات 931 عائلة مقيمة في البلدة. في حين سجلت الكثافة السكانية 102.9 نسمة لكل ميل مربع (39.7/كم2). وبلغ عدد الوحدات السكنية 2,381 وحدة بمتوسط كثافة قدره 74.9 نسمة لكل ميل مربع (28.9/كم2).
وتوزع التركيب العرقي للبلدة بنسبة 98.20% من البيض و 0.31% من الأمريكيين الأصليين و 0.31% من الأمريكيين ذوي الأصول الآسيوية و 0.15% من الأمريكيين الأفارقة و 0.82% من عرقين مختلطين أو أكثر.
بلغ عدد الأسر 1,297 أسرة كانت نسبة 32.1% منها لديها أطفال تحت سن الثامنة عشر تعيش معهم، وبلغت نسبة الأزواج القاطنين مع بعضهم البعض 58.6% من أصل المجموع الكلي للأسر، ونسبة 8.3% من الأسر كان لديها معيلات من الإناث دون وجود شريك، وكانت نسبة 28.2% من غير العائلات. تألفت نسبة 21.7% من أصل جميع الأسر من أفراد ونسبة 8.9% كانوا يعيش معهم شخص وحيد يبلغ من العمر 65 عاماً فما فوق. وبلغ متوسط حجم الأسرة المعيشية 2.90، أما متوسط حجم العائلات فبلغ 2.52.
بلغ العمر الوسطي للسكان 40 عاماً. وكانت نسبة 24.6% من القاطنين تحت سن الثامنة عشر، وكانت نسبة 5.6% بين الثامنة عشر والأربعة وعشرون عاماً، ونسبة 29.8% كانت واقعةً في الفئة العمرية ما بين الخامسة والعشرون حتى والأربعة وأربعون عاماً، ونسبة 25.3% كانت ما بين الخامسة والأربعون حتى الرابعة والستون، ونسبة 14.7% كانت ضمن فئة الخامسة والستون عاماً فما فوق. يوجد لكل 100 أنثى 102.3 ذكر، ويوجد لكل 100 أنثى في الثامنة عشر من عمرها فما فوق 97.2 ذكر.
بلغ متوسط دخل الأسرة في البلدة 38,141 دولار، أما متوسط دخل العائلة فبلغ 40,825 دولار. وكان متوسط دخل الذكور 31,458 دولار مقابل 24,596 دولار للإناث. وسجل دخل الفرد الخاص بالبلدة 18,176 دولار. وكانت نسبة 6.9% من العائلات ونسبة 7.6% من السكان تحت خط الفقر، وكان من هؤلاء نسبة 10.4% تحت سن الثامنة عشر ونسبة 2.3% في الخامسة والستين من العمر وما فوق.

## معرض صور

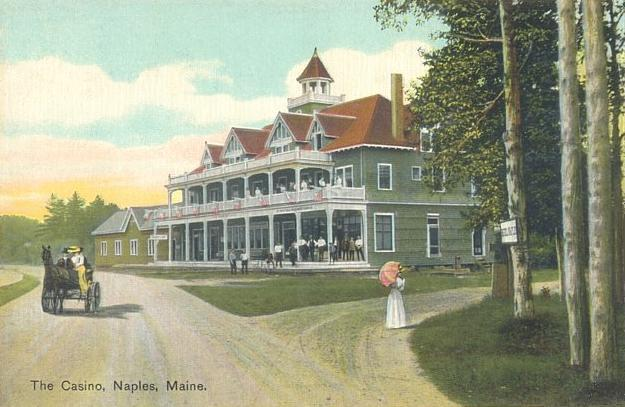
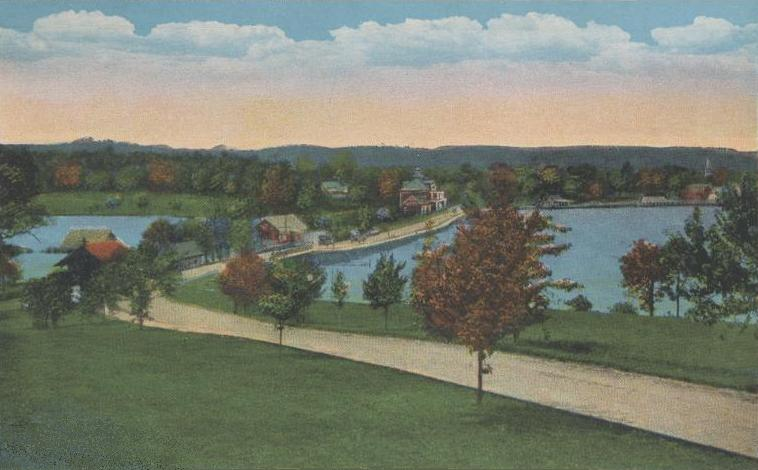
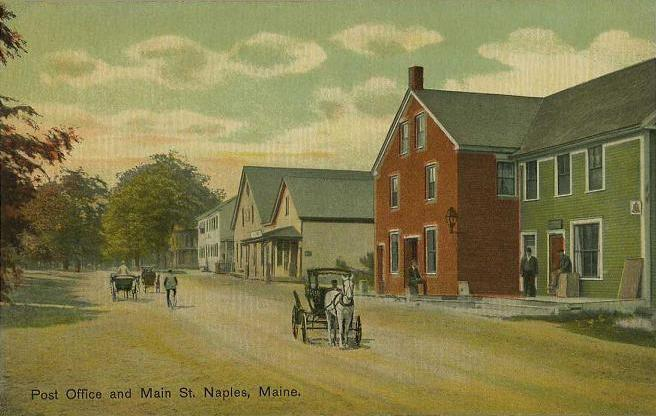
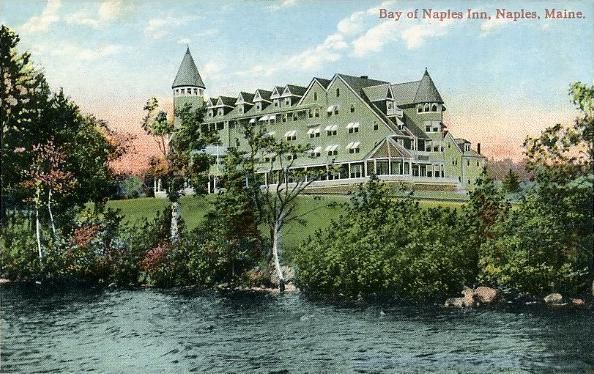

### تعداد عام 2010
بلغ عدد سكان نابلس 3,872 نسمة بحسب تعداد عام 2010، وبلغ عدد الأسر 1,579 أسرة وعدد العائلات 1,094 عائلة مقيمة في البلدة. في حين سجلت الكثافة السكانية 121.7 نسمة لكل ميل مربع (47.0/كم2). وبلغ عدد الوحدات السكنية 3,004 وحدة بمتوسط كثافة قدره 94.4 لكل ميل مربع (36.4/كم2).
وتوزع التركيب العرقي للبلدة بنسبة 97.4% من البيض و 0.2% من الأمريكيين الأصليين و 0.5% من الأمريكيين ذوي الأصول الآسيوية و 0.3% من الأمريكيين الأفارقة و 1.4% من عرقين مختلطين أو أكثر.
بلغ عدد الأسر 1,579 أسرة كانت نسبة 30.4% منها لديها أطفال تحت سن الثامنة عشر تعيش معهم، وبلغت نسبة الأزواج القاطنين مع بعضهم البعض 53.8% من أصل المجموع الكلي للأسر، ونسبة 10.6% من الأسر كان لديها معيلات من الإناث دون وجود شريك، بينما كانت نسبة 4.9% من الأسر لديها معيلون من الذكور دون وجود شريكة وكانت نسبة 30.7% من غير العائلات. تألفت نسبة 23.1% من أصل جميع الأسر من أفراد ونسبة 6.6% كانوا يعيش معهم شخص وحيد يبلغ من العمر 65 عاماً فما فوق. وبلغ متوسط حجم الأسرة المعيشية 2.83، أما متوسط حجم العائلات فبلغ 2.45.
بلغ العمر الوسطي للسكان 42.9 عاماً. وكانت نسبة 22.2% من القاطنين تحت سن الثامنة عشر، وكانت نسبة 6.8% بين الثامنة عشر والأربعة وعشرون عاماً، ونسبة 24.4% كانت واقعةً في الفئة العمرية ما بين الخامسة والعشرون حتى والأربعة وأربعون عاماً، ونسبة 33% كانت ما بين الخامسة والأربعون حتى الرابعة والستون، ونسبة 13.6% كانت ضمن فئة الخامسة والستون عاماً فما فوق. وتوزع التركيب الجنسي للسكان بنسبة 51.2% ذكور و48.8% إناث.